# Albert Rudé
Albert Rudé Rull (Ripoll, provincia de Gerona, España, 18 de septiembre de 1987) es un entrenador español. Actualmente dirige al Kolding IF de la segunda división de Dinamarca.

## Trayectoria
Albert Rudé comenzaría su trayectoria en los banquillos en varios clubs del fútbol catalán de formación y amateurs, además de ser profesor universitario en la Universidad de Vic - Universidad Central de Cataluña. 
En diciembre de 2015, firma como asistente del técnico uruguayo Diego Alonso en el Club de Fútbol Pachuca de la Primera División de México, en el que trabajaría durante 3 temporadas. Tras su llegada, el equipo ganó el Torneo Clausura 2016 (México), hecho que le dio la clasificación para la Liga de Campeones de la Concacaf 2016-17, en la cual lograron un triunfo que les permitió disputar la Copa Mundial de Clubes de la FIFA.
En la temporada 2018-19, se convierte en primer entrenador del equipo Sub-17 del Querétaro Fútbol Club de la Primera División de México.
En la temporada 2019-20, firma como asistente de Diego Alonso en las filas del Club de Fútbol Monterrey de la Primera División de México.
En enero de 2020, firmaría por el Inter de Miami de la Major League Soccer, como asistente del técnico uruguayo Diego Alonso.
El 30 de septiembre de 2021, firma como entrenador del Liga Deportiva Alajuelense de la Primera División de Costa Rica.
El 19 de enero de 2023, se confirma su fichaje por el C.D. Castellón de la Primera Federación como primer entrenador, con un contrato hasta el final de la temporada 2024.

## Clubes

### Como entrenador
| Club              | País       | Año           |
| ----------------- | ---------- | ------------- |
| L. D. Alajuelense | Costa Rica | 2021-2022     |
| C. D. Castellón   | España     | 2023          |
| Wisła Cracovia    | Polonia    | 2023-2024     |
| Kolding IF        | Dinamarca  | 2025-presente |

### Como segundo entrenador
| Club            | País           | Año       |
| --------------- | -------------- | --------- |
| C. F. Pachuca   | México         | 2015-2018 |
| C. F. Monterrey | México         | 2019-2020 |
| Inter de Miami  | Estados Unidos | 2020-2021 |

## Palmarés

### Títulos nacionales

#### Como segundo entrenador
| Título                     | Equipo        | País   | Año  |
| -------------------------- | ------------- | ------ | ---- |
| Primera División de México | C. F. Pachuca | México | 2016 |

### Títulos internacionales
| Título                           | Equipo        | Sede     | Año  |
| -------------------------------- | ------------- | -------- | ---- |
| Liga de Campeones de la Concacaf | C. F. Pachuca | Concacaf | 2017 |